# Eduard Tauwitz
Eduard Tauwitz (Glatz, avui Klodzko, Silèsia, Polònia, 21 de gener de 1812 - Praga, Txèquia, 25 de juliol de 1894) fou un compositor i director d'orquestra txec.
Va ser educat a Breslau, i el 1837 es convertí en mestre de capella en el teatre de Vílnius, on va romandre fins al 1840, després anà a Riga amb el mateix càrrec. El 1843 fou nomenat mestre de capella a Breslau, i el 1846 a Praga, on tingué entre altres alumnes en Johann Paul Ertel, i, des de 1863, dirigí la Sophien Academie i la societat coral alemanya d'homes Männergesangverein.
Va compondre les òperes següents:
- Bradamante: (Riga, 1844)
- Schmolke und Bakel: (Breslau, 1848)

Així com obres religioses, lieder i cors.